# Nagarote
Nagarote è un comune del Nicaragua facente parte del dipartimento di León.